# Palau Grimani Marcello
El Palau Grimani Marcello, també conegut com Grimani dall'albero d'oro i més recentment Palau Vendramin Grimani, és un edifici situat a Venècia, al barri de San Polo i amb vistes al Gran Canal i al Rio delle Erbe entre Ca' Cappello i el Palau Querini Dubois.

## Història
Va ser construït on antigament hi havia un antic palau que data del segle XII de Giovanni Buora. Va ser profunda i repetidament renovat durant el segle XVIII. El 1825, Carlo Bevilacqua va pintar al fresc algunes habitacions interiors.
Després d'una acurada renovació de dos anys per part de la Fondazione dell'Albero d'Oro, el palau es va obrir al públic el 2021 per permetre visites als interiors i a la col·lecció d'art, però també per acollir exposicions temporals.

## Descripció
La façana està dividida en tres parts, com mana la tradició, marcades per pilastres que culminen en capitells corintis i cobertes completament de pedra d'Ístria, cosa que li confereix una lluminositat extraordinària. La planta baixa es caracteritza per la presència d'un gran portal d'aigua amb arc quadrat i quatre obertures amb timpà triangular.
La primera planta principal es caracteritza per una trífora airejada amb un balcó continu i pilars sobre els quals descansen les esveltes semi columnes, repetides i variades a la segona planta: allà, les columnes descansen directament sobre el balcó, donant la impressió de més compacitat. Les obertures laterals, envoltades de pilastres i capitells, presenten una animada decoració de cintes i cartutxos.
Resulta ser un dels edificis més elegants entre els construïts a Venècia en estil llombard: la seva façana està decorada amb nombrosos elements escultòrics entre els quals destaca per la seva bellesa el baix relleu d'una àguila amb les ales desplegades situat al capitell de la cantonada de la planta baixa, similar a una al·legoria ja utilitzada al Palau Vendramin Calergi. S'ha plantejat la hipòtesi que alguns dels baixos relleus estaven decorats amb or.
Pel que fa a la planta, sovint remodelada al llarg dels segles, es caracteritza per la presència d'un gran pati interior darrere la façana posterior, enriquit en el seu moment per la presència d'una grandiosa escala que va ser descoberta i després enderrocada. Es diu que la sala de ball estava decorada amb un preciós fris creat per Tintoretto. Les intervencions més importants, que van alterar el seu pla, daten de la primera i segona meitat del segle XVIII.
La façana secundària no té cap interès arquitectònic, excepte per la característica porta d'aigua composta per tres forats separats per columnes.